# 사이호
사이호(西湖, さいこ)는 후지 5호의 하나로 야마나시현 미나미쓰루군 후지카와구치코정에 위치한다. 지하의 수로를 통해 쇼지호, 모토스호와 연결되어있고 세 호수의 호면의 고도는 모두 해발 901 m를 유지한다. 면적은 후지 5호 중에서는 4번째의 크기이고 최대 수심은 두 번째의 깊이이다.
중화인민공화국 항저우시의 서호와 같은 한자를 쓴다.

## 같이 보기
- 후지 5호
  - 가와구치호
  - 모토스호
  - 사이호
  - 쇼지 호
  - 야마나카호